# Scopellaria
Scopellaria é um género de plantas com flores pertencentes à família Cucurbitaceae.
A sua área de distribuição nativa é do centro-sul da China até à Malésia ocidental e central.
Espécies:
- Scopellaria diversifolia (Merr.) W.J.de Wilde & Duyfjes
- Scopellaria marginata (Blume) W.J.de Wilde & Duyfjes